# Distillery District
Der Distillery District in Toronto ist ein historisches Industriequartier und ein Stadtteil etwa 2 km östlich des Financial Districts, das heute als Künstler- und Vergnügungsviertel genutzt wird. Das rund 5 Hektar große Gebiet besteht aus den 44 denkmalgeschützten Backsteingebäuden und zehn Straßen. Es ist die größte Ansammlung von Industriebauten aus der viktorianischen Zeit in Nordamerika.
Das Gelände wurde ab 1832 von Gooderham and Worts bebaut, einem Unternehmen, das in den späten 1860er Jahren zur größten Destillerie der Welt aufstieg und bis zu zwei Millionen Gallonen (ca. 80.000 Hektoliter) jährlich produzierte; das meiste davon war für den Export bestimmt. Der Standort war auch verkehrstechnisch wichtig, da die Brennerei am Hafen lag und mit dem Bahnnetz der Canadian National Railway verbunden war. Damit war eine gute Verkehrsanbindung in das übrige Kanada und per Schiff nach Übersee vorhanden. Mit der Deindustrialisierung im späten 20. Jahrhundert nahm die Produktion ab; das Unternehmen wurde 1987 an den britischen Konzern Allied Domecq verkauft und drei Jahre später geschlossen. Das Gelände verfiel im Laufe dieser Zeit und war in einem teilweise ruinösen Zustand. 

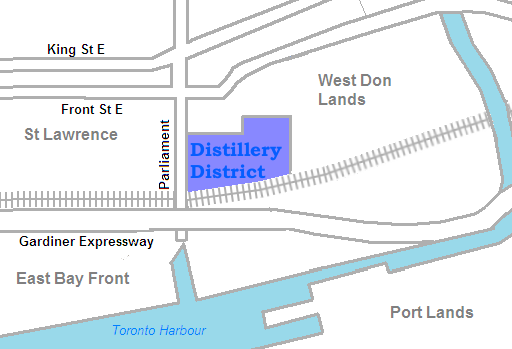
Lageplan Distillery District

2001 kaufte die Cityscape Holdings Inc. das Gelände mit dem Ziel, ein kulturelles Zentrum daraus zu schaffen. Es folgte eine aufwändige Restaurierung der Gebäude und die Umgestaltung zur Fußgängerzone. Seit 2003 wird der Distillery District als Vergnügungs- und Unterhaltungszentrum mit Lokalen, Musikkneipen und Galerien genutzt. Im Sommer finden auf dem Gelände Jazzfestivals statt. Im sogenannten Paint Shop aus dem Jahre 1879 stellt die Mill Street Brewery Bier her, das vor Ort auch gleich verkostet werden kann.
Die besondere Atmosphäre dieses Viertels diente über 800 Film- und Fernsehproduktionen als Drehort, zum Beispiel für X-Men, Die Vögel von Alfred Hitchcock oder La Femme Nikita.